# Шерстнёв, Николай Ефремович
Николай Ефремович Шерстнёв (12 августа 1930, Пригузки, Оршанский район — 13 февраля 2004, Пригузки, Витебская область) — советский передовик производства, тракторист колхоза имени Куйбышева Оршанского района Витебской области Белорусской ССР. Депутат Верховного Совета СССР 10-го созыва. Герой Социалистического Труда (1973).

## Биография
Родился 12 августа 1930 года в деревне Пригузки Оршанского района Белорусской ССР в крестьянской белорусской семье.
В 1940 году в возрасте десяти лет остался без своего отца погибшего в Советско-финской войне. В 1941 году окончил четыре класса деревенской школы. С 1941 по 1944 годы в период Великой Отечественной войны находился на территории гитлеровской оккупации. С 1942 года в возрасте двенадцати лет Н. Е. Шерстнёв  начал свою трудовую деятельность в местном хозяйстве: косил, ходил за плугом и выполнял работу взрослых.
С 1944 года после освобождение Белоруссии от гитлеровских войск принимал участие в восстановлении разрушенного местного колхоза «Чирвоные Пригузки» и работал обычным колхозником. С 1947 по 1948 годы обучался на курсах трактористов при машинно-тракторной станции. С 1948 года начал работать прицепщиком и трактористом в колхозе «Чирвоные Пригузки».
С 1950 по 1953 годы служил водителем в рядах Советской армии. С 1953 года после демобилизации из рядов Советской армии начал работать шофёром в городе Орша, позже снова начал работать трактористом, а в зимний период — слесарем-наладчиком на животноводческой ферме в колхозе имени В. В. Куйбышева Оршанского района. С 1965 года был назначен звеньевым механизированного звена в ведомстве у которого находилось более 35 гектаров угодий и уже в 1967 году звеном под его руководством было собрано — 213 центнеров клубней с гектара. Благодаря Н. Е. Шерстнёву его механизированное звено вышло в число передовиков не только в колхозе и районе, но и во всей Витебской области.
С 1966 по 1970 годы а период 8-й пятилетки звеном под его руководством было собрано — 277 центнеров картофеля с гектара.
8 апреля 1971 года  Указом Президиума Верховного Совета СССР «за успехи, достигнутые в развитии сельскохозяйственного производства и выполнении пятилетнего плана продажи государству продуктов земледелия и животноводства»  Николай Ефремович Шерстнёв был награждён Орденом Ленина.
В 1970 году как наиболее перспективный и высококлассный специалист в составе делегации советских колхозников был направлен для обмена опытом в ГДР. Н. Е. Шерстнёву первому в колхозе имени В. В. Куйбышева было присвоено почётное звание — «Ударник коммунистического труда». Н. Е. Шерстнёв был постоянным участником Всесоюзной выставки достижений народного хозяйства (ВДНХ СССР), за свои достижения в области народного хозяйства был награждён бронзовой и двумя серебряными медалями ВДНХ.
С 1971 по 1975 годы в период 9-й пятилетки звеном под руководством Н. Е. Шерстнёва было собрано — 346 центнеров клубней с гектара и обязательство взятое на себя звеном было многократно перевыполнено.
12 декабря 1973 года Указом Президиума Верховного Совета СССР «за большие успехи, достигнутые во Всесоюзном социалистическом соревновании, и проявленную трудовую доблесть в выполнении принятых обязательств по увеличению производства и продажи государству зерна, картофеля, сахарной свёклы и других продуктов земледелия в 1973 году»  Николай Ефремович Шерстнёв был удостоен звания Героя Социалистического Труда с вручением Ордена Ленина и золотой медали «Серп и Молот».
Помимо основной деятельности Н. Е. Шерстнёв занимался и общественно-политической работой: с 1979 по 1984 годы избирался депутатом Верховного Совета СССР 10-го созыва от Витебской области — член Постоянной комиссии по промышленности Совета Союза Верховного Совета СССР, депутатом Витебского областного совета депутатов трудящихся,  членом Оршанского райкома и Витебского обкома Компартии Беларуси, членом Центральной избирательной комиссии по выборам в Верховный Совет БССР 10-го созыва. Делегат XXV съезда КПСС (1976).
С 1987 года по состоянию здоровья вышел на пенсию, проживал в деревне Пригузки Борздовского сельсовета Оршанского района Витебской области Беларуси.
Скончался 13 февраля 2004 года.

## Награды
- Медаль «Серп и Молот» (12.12.1973)
- Орден Ленина (08.04.1971; 12.12.1973)
- Медаль «За трудовую доблесть» (08.04.1960)

## Память
- Мемориальные знаки в память Н. Е. Шерстнёва на здании Борздовского сельисполкома и Дома культуры в д. Борздовка Оршанского района
- Экспонаты, посвящённые Н. Е. Шерстнёву, в музее "История родной деревни" в д. Борздовка Оршанского района